# 雷劈石山摩崖
雷劈石山摩崖，位于中国广东省清远市英德市石牯塘镇，为清远市英德市的一个市级文物保护单位，类型为石窟寺及石刻，公布时间为2000年12月。
雷劈石山摩崖的历史年代为明代。